# Morris County (New Jersey)
Morris County is een county in de Amerikaanse staat New Jersey.
De county heeft een landoppervlakte van 1.215 km² en telt 470.212 inwoners (volkstelling 2000). De hoofdplaats is Morristown.

## Geboren
- Karen Young (29 september 1958), actrice

## Bevolkingsontwikkeling

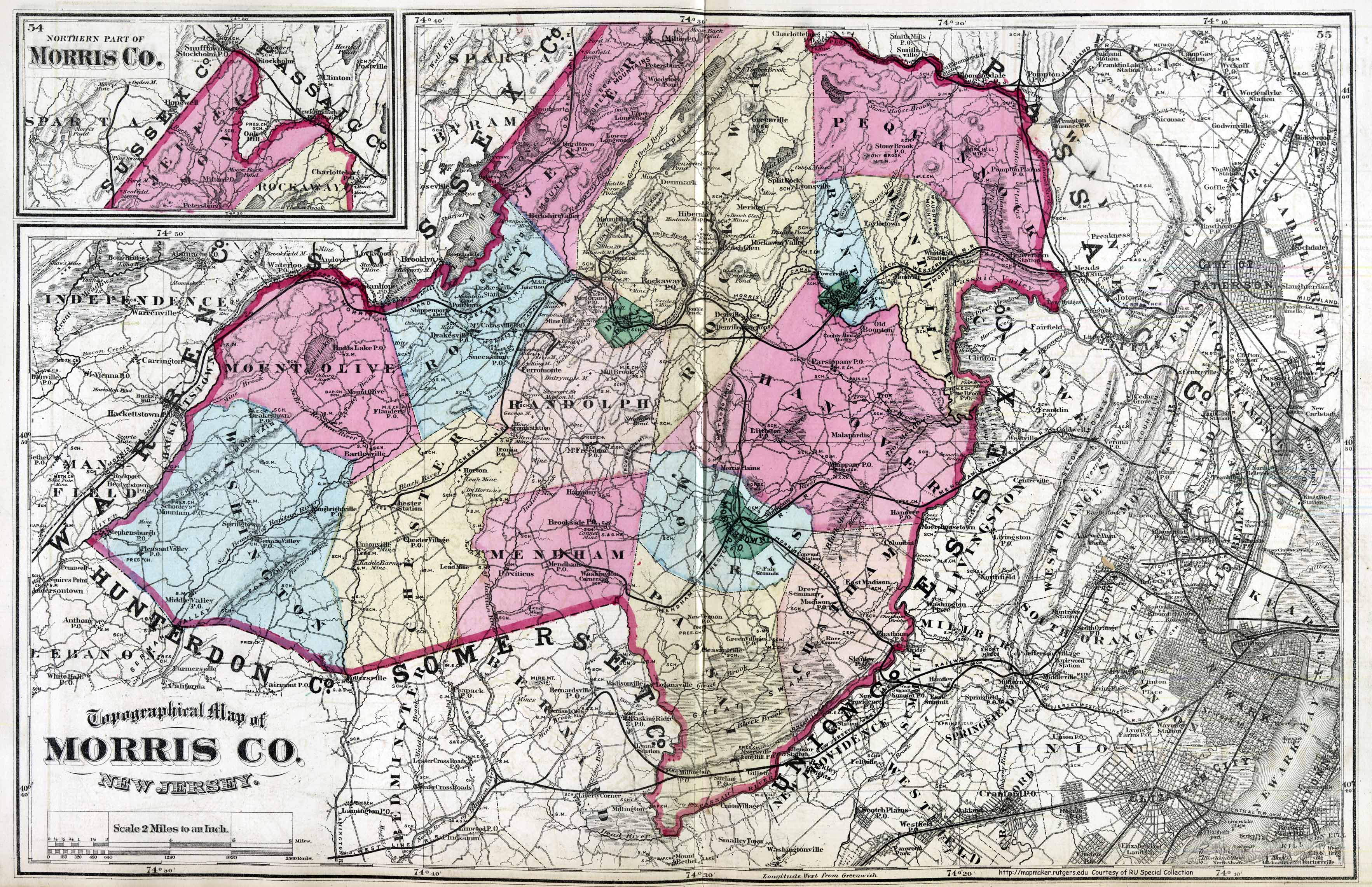
Morris County op een kaart uit 1872

Atlantic · Bergen · Burlington · Camden · Cape May · Cumberland · Essex · Gloucester · Hudson · Hunterdon · Mercer · Middlesex · Monmouth · Morris · Ocean · Passaic · Salem · Somerset · Sussex · Union · Warren